# أرنالدو غونزاليس
أرنالدو غونزاليس (بالإسبانية: Arnaldo González)‏ (13 مايو 1989 - ) هو لاعب كرة قدم أرجنتيني في مركز الوسط. لعب مع نادي أتليتيكو ألدوسيفي.

## وصلات خارجية
- أرنالدو غونزاليس على موقع قاعدة بيانات كرة القدم.إي يو (الإنجليزية)
- أرنالدو غونزاليس على موقع Soccerway.com (الإنجليزية)
- أرنالدو غونزاليس على موقع عالم كرة القدم.نت (الإنجليزية)
- أرنالدو غونزاليس على موقع AS.com (الإسبانية)